# Концентричний кратер
Концентричні кратери — тип імпактних кратерів діаметром порядку кілометрів із двома (зрідка більше) концентричними кільцями. Рідкісні об'єкти, відомі лише на Місяці і, можливо, на Меркурії. Походження їх внутрішніх кілець лишається загадковим, хоча є кілька гіпотез.
Подібну форму можуть мати і значно менші, і значно більші кратери, а також деякі кратери того ж масштабу, але їх розглядають окремо, бо вони, ймовірно, набувають її інакше[⇨]. Проте іноді концентричними називають і деякі з них.

## Опис
Діаметр цих кратерів лежить у межах 2–28 км (найчастіше — 4–12 км) і в середньому становить 8 км. Зовнішнім (головним) валом вони подібні до звичайних імпактних кратерів, але вирізняються наявністю внутрішнього кільця. Воно може бути і окремим валом, і уступом на схилі зовнішнього, і мати проміжний вигляд. Іноді воно ледве помітне, а іноді порівнянне з головним валом. Діаметр цього кільця становить 20–80% (у середньому 50%) діаметра головного. Зазвичай вони межують безпосередньо, але іноді між ними лежить кільце пагорбів або (зрідка) смуга плоскої поверхні. Центральна частина дна буває і плоскою, і увігнутою, і нерівною. Глибина концентричних кратерів менша, ніж у звичайних кратерів такого діаметра (зазвичай у 2–3 рази).
Концентричні кратери, як і звичайні, можуть бути дещо витягнуті, що пояснюють ударом під малим кутом до горизонту (значну витягнутість мають 9 із 114 досліджених представників). При цьому внутрішнє кільце найчастіше, але не завжди, є круглим.
Хімічний склад ґрунту (принаймні вміст заліза й титану) в цих кратерах, згідно зі спектральними даними, такий, як і в околицях (окрім випадків, коли різницю створює неоднорідність поверхні до удару або подальше залиття лавою).
Всі концентричні кратери доволі старі. Часто вони суттєво поруйновані, у жодного не збереглися промені, а у більшості — й ореол викидів (хоча іноді він прослідковується). Деякі з цих кратерів залиті морською лавою (6 випадків із 114). Згідно з приблизними оцінками віку, зробленими на основі ступеню збереженості, 88 із цих 114 виявилися старшими за 3,8 млрд років, вік 9 лежить у межах 3,8–3,2 млрд років, а решти 17 — менший за 3,2 млрд років, але все ж доволі значний. Таким чином, більшість із них є доімбрійськими та ранньоімбрійськими, близько 10% — пізньоімбрійськими і близько 15% — ератосфенівськими. Молодших — коперниківських — серед них нема.

## Порівняння з іншими типами кратерів

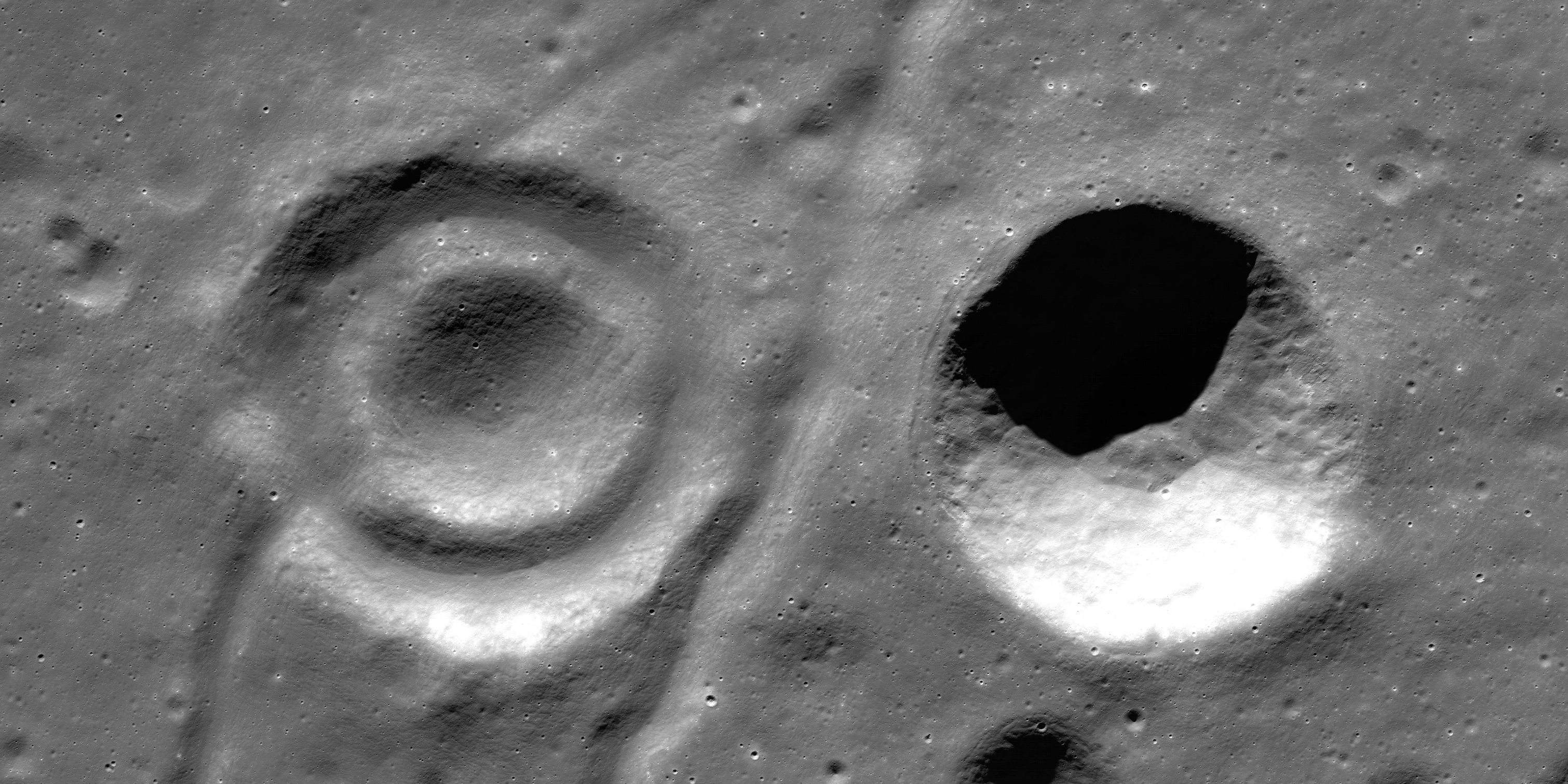
Два безіменні кратери: концентричний та звичайний. Діаметри — 6 та 5 км.

Концентричні кратери — рідкісний виняток серед кратерів кілометрових розмірів. Звичайні місячні кратери такого діаметра мають просту чашоподібну форму. Інколи — особливо у великих — в їх центрі є ділянка плоского дна (у деяких — із центральною гіркою), а на схилах можуть бути зсуви й тераси.
Для значно менших і значно більших кратерів двокільцевий вигляд, навпаки, є нормою (доки вони не втрачають його через руйнування). Але великі і, можливо, маленькі кратери мають його з інших причин.
Ознаки концентричності часто трапляються у кратерів діаметром у сотні метрів, розташованих у місячних морях. Зокрема, на одній із ділянок Океану Бур ці ознаки виявлено в усіх молодих кратерів діаметром від 120 до 250 м, а також у деяких більших та менших (принаймні від 10 до 500 м). На відміну від концентричних кратерів кілометрових масштабів, вони зазвичай мають між краями зовнішньої та внутрішньої западини смугу плоского дна. Іноді їх теж називають концентричними кратерами (англ. concentric craters), а іноді — «терасними» чи «уступовими» кратерами (bench craters). На місячних материках їх нема. За деякими спостереженнями, виразність концентричності у них зменшується з розміром. Ці спостереження, морфологічні відмінності, а також те, що кілометрові концентричні кратери трапляються і в морях, і на материках, вказують на те, що концентричність кілометрових і субкілометрових кратерів має різну природу. У других її пояснюють шаруватістю ґрунту, а для перших це лише одна з гіпотез. Аналоги субкілометрових концентричних кратерів Місяця відомі й на інших небесних тілах, де вони іноді сягають більших розмірів (зокрема на Марсі та Фобосі).
На деяких небесних тілах відомі й інші об'єкти подібного вигляду — кратери з центральною заглибиною (англ. central pit craters). Вони найпоширеніші й найвиразніші на Марсі, Ганімеді та Каллісто, але трапляються й на Меркурії, Землі та Місяці. Їх заглибина може лежати на центральній гірці або (за її відсутності) на рівному дні; часто вона оточена невеликим валом. Між нею та зовнішнім валом є кільцева ділянка більш чи менш плоского дна, що для концентричних кратерів нехарактерне. Діаметр заглибини у випадку Марса становить 2–48 % діаметра кратера, у випадку Ганімеда та Каллісто — 10–50 %, а у випадку Місяця — 5–29 %. Вік подібних об'єктів Марса, Ганімеда та Місяця варіює в дуже широких межах; серед них є й дуже молоді. На Місяці відомо кілька десятків таких кратерів; вони розподілені поверхнею значно рівномірніше за концентричні, їх розмір становить 9–57 км, а заглибини мають доволі нерівні краї. Походження цих заглибин неясне; воно може бути різним у різних випадках. Для марсіанських кратерів його пояснюють вибухом при нагріві підповерхневого льоду імпактним розплавом, але для місячних та меркуріанських це неможливо через відсутність значної кількості льоду та летких речовин взагалі. Відмінності форми, розміру, просторового та вікового розподілу цих та концентричних кратерів вказують на їх різну природу.
Багатокільцева будова є типовою і для гігантських кратерів (басейнів). У випадку Місяця вона з'являється за діаметра кратера понад 140–175 км. Для басейнів появу додаткових кілець пояснюють переважно іншими причинами, ніж для кратерів кілометрового масштабу. Проти їх спільної природи свідчать різко відмінний розмір, різний просторовий розподіл і низка морфологічних відмінностей. З іншого боку, висувалося й припущення, що кільця басейнів мають ту ж причину, що й кільця субкілометрових (і, можливо, кілометрових) кратерів — шаруватість субстрату.

## Розповсюдження
Станом на 2014 рік кратери цього типу точно ідентифіковані лише на Місяці. Один об'єкт, для якого припускають таку ж природу, знайдено на Меркурії — найбільш подібному до Місяця тілі Сонячної системи. Кратери схожої форми на інших небесних тілах, ймовірно, мають інше походження.
Оскільки концентричні кратери невеликі й часто невиразні, їх кількість визначити важко. Каталог, складений 2014 року, містить 114 місячних кратерів із більшими чи меншими ознаками концентричності, причому трьома роками раніше їх нараховували вдвічі менше. Зазвичай вони лежать поблизу берегів морів (як із морського, так і з материкового боку). За даними 1978 року (отриманими приблизно за 50 об'єктами), це спостерігається в 70 % випадків. 20 % розташовані в більш материкових областях, але так само поблизу місць виходу на поверхню морської лави. Решта — 10 % — знаходяться в чисто материковій місцевості. В центральних областях морів концентричних кратерів не буває. Їх розподіл дуже схожий на розподіл великих кратерів із розтрісканим дном, всередині яких вони нерідко й трапляються. Значної схильності до групування в концентричних кратерів нема: найчастіше вони розкидані далеко один від одного, хоча є й винятки.

## Походження
Є такі версії появи концентричних кратерів:
- Падіння в одне місце двох астероїдів один за одним. Вони можуть бути фрагментами єдиного тіла, розірваного припливними силами, і тому летіти поруч по одній траєкторії[28]. Цій гіпотезі суперечить невипадковість просторового розподілу таких кратерів[8][3][7]. Проте це не виключає можливість, що деякі з них утворилися саме так[12].
- Утворення внутрішнього валу лавою, що підіймається з надр. Можливо, в центрі метеоритного кратера виростає вулкан із власним кратером[29], а можливо, лава виступає лише по краях метеоритного кратера, де й утворює кільце[30]. В будь-якому випадку ця лава повинна бути достатньо в'язкою або вивергатися достатньо повільно, інакше замість височини вона утворить звичайний плоский покрив[8]. Також була висунута версія, що внутрішній вал є кільцевою дайкою, що з якихось причин височіє над поверхнею[31]. Вулканізм може створити й більше одного валу: на Землі відомі вкладені один в інший кратери, створені послідовними виверженнями, що чергувалися з обваленнями чи вибухами[29]. Відповідно, висувалися й ідеї про чисто вулканічну природу концентричних кратерів, але цьому суперечить подібність їх зовнішнього валу (а у деяких — і решток ореолу викидів) до відповідних структур звичайних метеоритних кратерів[8]. Проблемою вулканічної версії є однаковість хімічного складу ґрунту в кратері й поза ним[3][7][5][13].
- Підняття дна кратера лавою, що не доходить до поверхні й застигає на глибині (інтрузія)[32]. Ця гіпотеза, як і попередня, потребує додаткового пояснення, чому в кратері утворюється саме кільцеподібна височина. Можливо, припідняте дно згодом обвалюється в центрі, а можливо, підіймається тільки периферична частина, де цьому не заважає шар застиглого імпактного розплаву[3][33]. На користь цієї та попередньої версій свідчить розташування цих кратерів здебільшого в місцях, багатих на прояви вулканічної активності, відсутність серед них молодих (ця активність на Місяці вже вщухла) та відносно мала глибина[5][3][8][12]. Інтрузією лави пояснюють також розтріскування дна, що спостерігається у багатьох місячних кратерів (які мають такий же просторовий розподіл, як концентричні, але, як правило, більший розмір)[7][6][27]. Існує припущення, що за діаметра кратера >15 км інтрузія спричиняє появу тріщин, а за меншого — появу другого валу[5]. Є кратер, що має і друге кільце, і тріщини (Шлютер X).
- Удар у шарувату поверхню. Верхній шар ґрунту менш міцний за нижній через подрібнення метеоритним бомбардуванням. Вибух при ударі в такий ґрунт може створити два вкладені кратери: великий у верхньому шарі й маленький — у нижньому. Це вдалося змоделювати в лабораторії[10][9][34] та на комп'ютері[35]. Також дієвість цього механізму підтверджена дослідженнями кількох дрібних кратерів, зробленими астронавтами «Аполлонів»[36]. Кратерів, появу яких пояснюють саме так, у місячних морях дуже багато[9], причому на материках, де ґрунт подрібнений до дуже великої глибини, їх нема[10]. Однак деякі міркування (див. вище) вказують на те, що в такий спосіб можуть з'являтися лише невеликі — до сотень метрів — кратери такої форми, хоча остаточно це не з'ясовано[9]. Інші проблеми застосування цієї версії до концентричних кратерів кілометрового масштабу — відсутність серед них молодих[5], звичний вигляд більшості сусідніх із ними кратерів[32][7] і те, що вони трапляються і в морях, і на материках[8], а також деякі морфологічні особливості (зокрема кільце пагорбів у деяких представників)[5].
- Формування внутрішнього валу з ґрунту, зсунутого зі схилу зовнішнього. Обвалені краї — звична річ для місячних кратерів, більших за 13–15 км[14]; часто зсуви створюють на їх краях тераси. Але ці тераси зазвичай численні й невеликі, мають неправильну форму й не охоплюють весь периметр кратера[5]. Також ця версія не пояснює переважне розташування концентричних кратерів по берегах морів[3][7] та відсутність серед них коперниківських[7]. За деякими оцінками, на її користь не свідчить практично нічого[30]; за іншими, вона пояснює принаймні кільця пагорбів, що є у деяких концентричних кратерах[26].

## Приклади
Найдоступніший для спостережень концентричний кратер — Гесіод A на півдні Моря Хмар. Завдяки відносно великому розміру (15 км) та добрій збереженості його можна роздивитись у телескоп із апертурою близько 11 см, тоді як інші — не менш ніж у 15-сантиметровий. Інші примітні приклади — 11-кілометровий Крозьє H на західному березі Моря Достатку та 7-кілометровий Март у Болоті Епідемій. Останній, незважаючи на малий розмір, добре помітний завдяки великій яскравості. Його видно навіть на повному Місяці, де не проявляється рельєф поверхні. Це стосується й деяких інших концентричних кратерів.
Різноманіття концентричних кратерів (у дужках — діаметр):
Розташування деяких концентричних кратерів. На перших двох знімках — типові випадки: представники, що лежать у великому кратері з тріщинами на дні та в прибережній зоні моря. На наступних трьох — рідкісні екземпляри, що знаходяться на вулканічних або інтрузивних куполах (малопомітні низькі просторі височини з округлими обрисами) та на морській гряді. Два кратери з ознаками концентричності на передостанньому знімку — Архіт G та безіменний — є також рідкісним випадком суміжності таких об'єктів.